# Relaxační techniky pro děti
Relaxační techniky pro děti přispívají k jejich zklidnění a zlepšení výkonnosti, sebeovládání a sebekontroly, čímž zároveň napomáhají k lepšímu životnímu stylu a k umění lépe zvládat zátěžové situace.
Relaxace je metodou duševní hygieny a je v plném slova smyslu vnitřní očistou těla. Spočívá ve vědomém uvolňování svalů celého těla za pomoci různých technik, které umožňují snížit napětí a obnovit rovnováhu a pohodu v těle. Toto pak vede k uvolnění nejen po stránce tělesné, ale i duševní.

## Relaxační techniky

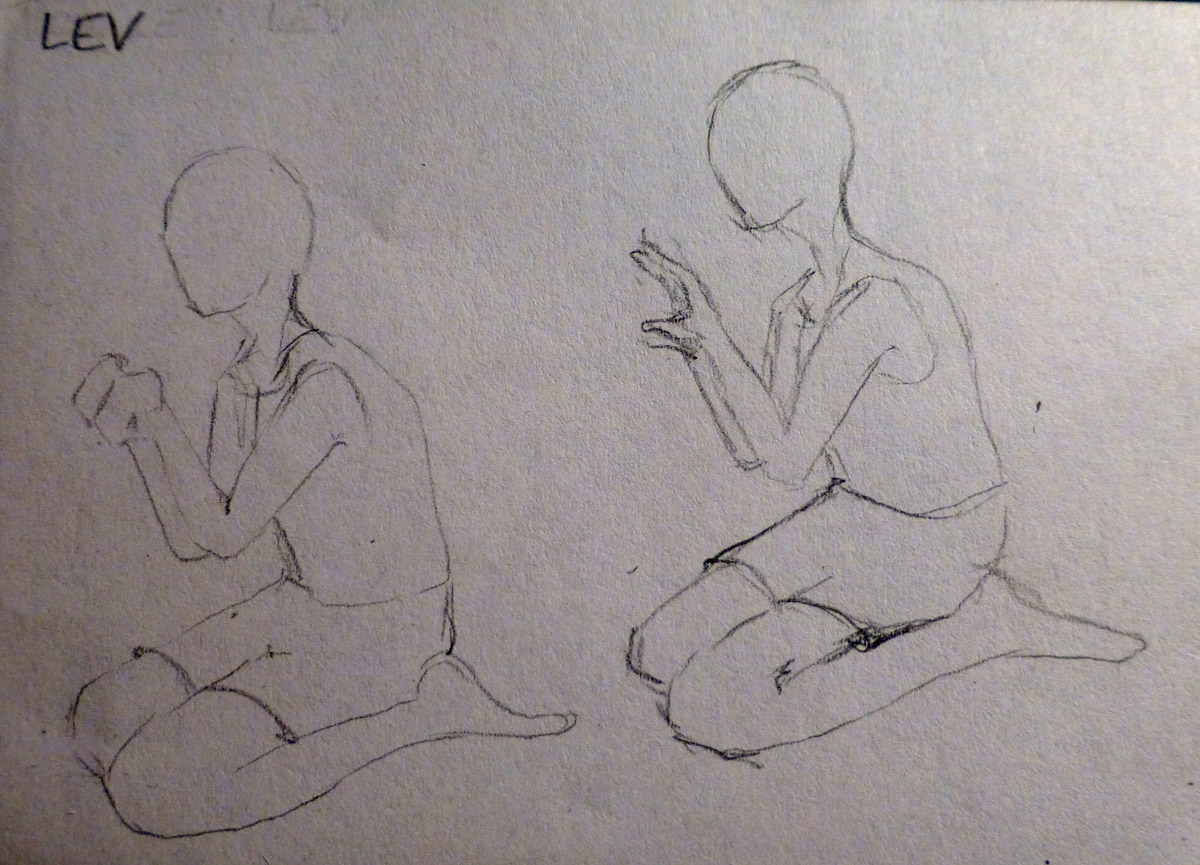
Relaxační cvičení - pozice lva

Relaxační techniky probíhají v několika formách; lze je rozdělit do šesti základních technik, které jsou vhodně zapojovány prostřednictvím hry do hodin jógy, ale i do mateřských a základních škol:
- Sevření uvolnění – na několik sekund se sevře celé tělo nebo určitá část svalové skupiny a následně se sevření postupně uvolňuje. Tato technika vychází z Jacobsonovy metody. Pro tuto techniku je vhodné zvolit pozici „lva“; tento cvik uvolňuje napětí v celém těle a pomáhá zbavit se agresivity a negativních emocí.[4]
- Kývání – uvolněná část těla (například ruka, noha, hlava nebo trup) provádí opakované pohyby dopředu, dozadu, doprava a doleva.
- Protažení a uvolnění – postupné protahování celého těla. V protažení dítě zůstává několik sekund a poté se příslušná část těla pomalu uvolní.
- Ochabnutí – zde se užívá tíže těla. Nejprve se zvedne určitá jeho část a poté se nechá volně klouzavým pohybem spadnout bez nárazu na zem.
- Protřepání – opakované protřepávání těla s různou intenzitou síly.
- Znehybnění – zaujetí polohy, ve které se přestává vykonávat jakýkoliv pohyb.

## Nácvik relaxace s dětmi

### Podmínky
Relaxační cvičení se provádí v dobře vyvětrané místnosti, která je upravená, dětem je dobře známá a cítí se zde bezpečně. Teplota by měla být přiměřená pro odpočinek a oděv dětí nesmí bránit volnému pohybu.

### Průběh
Nácvik relaxace lze začít u toho, co dítě dobře zná, což je uvolnění napětí svalů a následné postupné vědomé uvolnění. Jelikož tělo při relaxaci je uvolněno a tím pádem je více zranitelné, je vhodné volit známé a vyzkoušené techniky. Relaxace se provádí v pohodlné pozici, tak aby se děti cítily v bezpečí. Nejvhodnější je poloha vleže na podložce, kdy nohy jsou jen mírně vzdáleny od sebe a paže položeny volně podél těla. Také lze zvolit polohu vsedě na židli nebo ve stoje. Pokud dítě chce, může si pro lepší zážitek z relaxace zavřít oči.
Je velmi obtížné udržet pozornost dětí, proto je vhodné při nácviku relaxace zapojit hravou pohybovou aktivitu, do které se zakomponují prvky relaxace. Tyto relaxační hry lze oživit příběhem, básničkou, aromaterapií, hudbou nebo vizualizací, což pomáhá odstraňovat fyzický i psychický stres, navozuje stav uvolnění a napomáhá tak k účinnější relaxaci.. Důležitou součástí správné relaxace je vnitřně vyrovnaný pedagog, který hovoří klidným hlasem a předává dětem své poznání a zkušenosti.

### Dýchání
Účinná relaxace je doprovázena správným dýcháním, protože mezi dechem a relaxací je přítomna těsná vazba. Díky dechovým cvičením se prohlubuje a zklidňuje dech, zvyšuje se kapacita plic, pročišťují se dechové cesty, což pomáhá zklidňovat psychiku. Výdech je pro tělo signálem k uvolnění a relaxaci. Při uvolnění se dech lépe ovládá, a díky tomu se lze lépe soustředit na jeho kvalitu. Je důležité motivovat děti k nadechování se nosem.
Při nácviku správného dýchání se využívá technika plného jógového dechu. Spočívá v dechová vlně, která je vedena postupně do všech tří částí trupu (bederní, hrudní a podklíčkový). Nácvik je komplikovaný, proto je vhodné děti učit dýchat do jednotlivých oblastí zvlášť.

### Trvání a ukončení
Doba relaxace se odvíjí od věku dětí, jejich osobnosti a potřeb; trvá přibližně tři až sedm minut.. Je důležité po jejím ukončení dítě pomalu přivádět skrze uvědomění si svého dechu k vědomí do reálného světa, poté se připojí malé pohyby prstů rukou i nohou, postupně se začne protahovat celé tělo a až poté se dítě může postupně postavit.

## Účinky
Relaxační techniky jsou účinným nástrojem pro obnovu a zachování stavu harmonické rovnováhy po stránce fyzické, psychické i emocionální. Jak u dospělých, tak i dětí, vede relaxace k uvolnění organismu, snížení svalového a, mentálního stresu. Studie prokázaly, že děti jsou díky relaxaci pozornější, lépe se zapojují do hry, jsou vnímavější, ale také se jim zvyšuje sebedůvěra a zlepšuje paměť, což vede ke kvalitnějšímu učení nejen ve škole.